# Чернянка (Херсонская область)
Чернянка (укр. Чорнянка) — село в Таврийской городской общине Каховского района Херсонской области Украины. Население — 3 504 человек. Высота над уровнем моря 12 м. Находится в 10,5 километрах к югу от города Новая Каховка.

## География
Через село проходит Северо-Крымский канал, а также автодорога. В районе села имеется развязка.

## История Чернянки
Имение Чернянка было приобретено графом Николаем Семеновичем Мордвиновым в 1791 г. Мордвинов — адмирал, выдающийся деятель. С 1785 г. он возглавлял Черноморское адмиралтейское правление в Херсоне, а позднее в Николаеве. Один из первых организаторов Черноморского флота. В 1799—1801 гг. — вице-президент Адмиралтейств-коллегий, с 1802 г. — морской министр, в 1810—1818 гг. — глава департамента экономики. Николай Семенович был сыном адмирала и морского писателя Семена Ивановича Мордвинова и воспитывался вместе с великим князем Павлом Петровичем. В1774 г. Мордвинов был послан для практики за границу и три года плавал на судах английского флота у берегов Америки. Вскоре по возвращении в Россию был произведён в капитаны 2-го ранга. В 1 783 году участвовал в секретной экспедиции адмирала Чичагова в Ливорно, где и женился на дочери английского консула Генриетте Кобле.
Мордвинов жил в Херсоне с матерью и сестрами с 1784 по 1790 г. Из-за разногласий с Потемкиным подал в отставку и уехал в Москву, но после смерти Потемкина снова вернулся в Херсон. Тогда, вероятно, в 1792 г. он и побывал в своем новом имении в 46 тыс. гектар на земле Крымского ханства, присоединенного к России в 1783 году. Центром имения был большой под — Чёрная Долина, лежащая на пути из Перекопа к Таванской переправе (Каховка-Берислав). Здесь существовал населенный пункт, однако Мордвинов отнес центр своей экономии на 15 км к северо-востоку, где тоже раскинулся под меньших размеров. Он потому назывался, вероятно, «Черненький», почему и сама экономия получила название Черненькая — Черненька — Чернянка.
В 1794 Николай Мордвинов с семьей переехал из Херсона в Николаев, а в 1799 — в Крым, где у него тоже было имение. После смерти в 1801 г. Павла I Мордвиновы уехали в Петербург, где Николай Семенович занял пост вице-президента Адмиралтейств-коллегий. Он прожил 91 год и умер в 1845 г. Первым наследником Чернянки стал Николай Николаевич Мордвинов, родившийся в Херсоне в год приезда Екатерины Великой. Затем во владение Чернянкой вступил Александр Николаевич, а последним её хозяином стал Александр Александрович Мордвинов. Мордвиновы никогда не жили в Чернянке, однако графский дом в имении все же выстроили, может быть, ещё при Николае Семеновиче и его сыне Николае.
Поскольку усадьбу так никто и не обжил, в начале XX века она пришла в запустение. Экономическое положение имения было блестящим. Из одного этого имения до первой мировой войны вывозился на продажу миллион пудов хлеба (более 16 тонн). Под пастбищами находилось до 16 350 га, в аренду сдавалось до 19 620 га. Славилась Чернянка, прежде всего, скотоводством. В хозяйстве содержалось свыше 40 тыс. голов мериносовых овец, до 600 рабочих волов, до 175 коров, до 400 штук молодняка и прочего. 
Было организовано молочное хозяйство. Масла и сыры — швейцарский, лимбургский и тильзитский, — сбывались в Херсон, Одессу и Севастополь. Огромные подвалы с крючьями в сводах сохранились и ныне. Был свой завод кавалерийских и артиллерийских лошадей.
С 1907 по 1914 гг. место управляющего этой огромной экономией графа Мордвинова занимал человек, семья которого прославила Чернянку. Это — Давид Федорович Бурлюк — отец художника-футуриста Давида Бурлюка. На Юг Давид Федорович переехал ещё в конце 1898 г., когда получил должность управляющего экономии «Золотая Балка» неподалёку от Нововоронцовки, на правом берегу Днепра. В юности он, может быть, и не предполагал такого роста своей карьеры. Стремлению к образованию, творческому подходу к делу Давида Федоровича подталкивала и вдохновляла супруга, Людмила Иосифовна (в девичестве Михневич) — умная и образованная, преподаватель музыки и пения. От простого арендатора Давид Фёдорович вырос в управляющего помещичьих экономий и оторвался от «креста» предков и братьев Бурлюков, которые были, по сути, обычными крестьянами.
Первой экспериментальной площадкой для сельскохозяйственного опыта Давида Фёдоровича стало в 1890 г. имение Обояньского уезда Курской губернии. А на Херсонщине Давид Федорович уже делился с другими землевладельцами своим опытом. В херсонских газетах время от времени появлялись заметки о его научных пособиях по сельскому хозяйству. Он с большим уважением относился к крестьянам. Говорят, когда Давид Федорович покидал Золотую Балку, местные крестьяне не могли сдержать слез и несли его на руках.
Чернянка стала новой вехой научных изысканий Бурлюка, в чём граф Александр Александрович Мордвинов его не ограничивал. Херсонское сельскохозяйственное училище, представляя своим воспитанникам примеры образцовых хозяйств, в 1910 г. устроило экскурсию в Чернодолинское имение. «Сравнительно большой интерес для экскурсантов, — писалось в отчете экскурсии, — представляло в имении применение мелкой вспашки. Управляющий имением господин Бурлюк является большим сторонником и пропагандистом мелкой вспашки, как под озимые, так и под яровые хлеба; и даже целина поднимается им на глубину не больше 1,5 вершков. […]. 
Кроме полей, ученики осмотрели громадные мастерские, земледельческие орудия и машины, большая часть которых помещается под открытым небом, большой старый фруктовый сад, содержащийся в образцовом порядке и усадебные постройки. Последние и, в особенности, контора, имеют очень запущенный вид. Близ усадьбы поставлен громадный паровой насос, при помощи которого выкачивается вода из колодца, и этой водой производится поливка сада. Осмотром имения руководил господин управлявший Бурлюк, который давал подробные и интересные объяснения».
Огромную территорию, на которой теперь раскинулось пересыхающее озеро-водохранилище, занимал фруктовый сад, плодовые и древесные питомники, небольшой виноградник. Для детей служащих на средства Мордвинова содержалась школа.
Чернянка стала новой вехой не только в сельскохозяйственной деятельности Давида Федоровича, но и для всей семьи, которая переезжала с места на место за главой семейства. Степные, просторы Северной Таврии разбудили в детях Бурлюка интерес к древней истории земли, летопись которой велась курганами. Нет сомнения, что интерес этот был разбужен основателем Херсонского музея древностей Виктором Ивановичем Гошкевичем.
С переездом семьи Бурлюков в Чернодолинскую экономию, Гошкевич ежегодно стал приезжать в имение для проведения археологических разведок. Бурлюки, в свою очередь, подключились к изысканиям, и все находимое на территории имения, конечно с разрешения Мордвинова, передавали в херсонский музей. В 1911 году, по приглашению графа Мордвинова, Гошкевич с Бурлюками вскрыл крупный скифский курган. В 1912 году братья Бурлюки: Давид, Владимир и Николай самостоятельно исследовали около четырёх десятков курганных насыпей. В том же 1912 г. Гошкевич закончил исследование в имении катакомбного погребения. Художник Давид Бурлюк выполнял зарисовки и чертежи, которые и хранятся в фондах Херсонского краеведческого музея.
В Чернянке Давидом Бурлюком была создана одна из первых футуристических художественных группировок, получившая символическое название «Гилея» по геродотовскому названию лесистой области в Скифской земле, в устье Днепра. Бурлюк не без основания предполагал, что земли Мордвинова занимали северную окраину Гилеи. Как видим, название это связано с серьёзным увлечением Бурлюками историей.
Для именитых ныне, а ранее никому не известных друзей Бурлюка Чернянка стала творческой дачей. В разное время в ней побывали: Владимир Маяковский, Велимир Хлебников, Михаил Ларионов, Наталья Гончарова, Владимир Татлин, Алексей Ремизов, Алексей Кручёных, Бенедикт Лифшиц и многие другие. Здесь разыгрывались театральные постановки, читались стихи, были написаны сотни стихов и прозаических произведений, созданы многочисленные зарисовки и картины с видами Чернянки.
Ныне же Чернянка неузнаваемо изменилась. Старый сад вырублен и вместо него устроен пруд, обозначивший своими границами очертания Черненького пода. Большинство построек экономии уничтожено. Разрушаются сараи, и даже подвалы. Но досаднее всего, что дом, в котором жила семья Бурлюков, чудом переживший и революцию, и Вторую мировую войну, был снесен совсем недавно, в начале 80-х. Чудом сохранилось помещение старой школы, которую в свое время Мордвинов выстроил для детей служащих и содержал за свой счет. Уже около пятнадцати лет, как здание брошено и разрушается. В сентябре 2007 года рухнула крыша над одним из самых оригинальных объектов старой Чернянки — длинного сарая со стеной из красного кирпича и дикого рваного камня со своеобразной кладкой.
Этот сарай и многие другие объекты Чернянки попали на живописные полотна Давида Бурлюка. Чернянка оказалась одним из самых хорошо проиллюстрированных имений Херсонщины, да ещё и таким замечательным художником. Правда, отобрать работы, посвященные Чернянке, оказалось не так-то и просто, ведь Бурлюк их не подписывал… 
С сентября 1941 по сентябрь 1943 находилось в немецкой оккупации.

## Чернянка — родина отечественного авангарда и футуризма
С 2002 года в Чернянке начали проводиться фестивали футуризма, организованные Центром молодёжных инициатив «Тотем» Самый первый назывался «Дидцебаба» и проходил 5 октября 2002 года на родине отечественного авангарда в селе Чернянка. Идею фестиваля и название «Дидцебаба» придумал Сергей Дяченко, сотрудник краеведческого музея и один из самых первых «то-темовцев». Вроде бы такое необычное, но, как говорится — «в корень». И связано непосредственно с традиционным «лицом» культурной Херсонщины — скифскими бабами, которые на самом деле — половецкие воины-мужчины. И вообще, в переводе с тюркского языка слово «баба» означает «отец, глава рода, старейшина (дед)».
И Чернянка для фестиваля тогда была выбрана не просто так. Потому, что именно здесь — корни авангардного искусства. Именно здесь Давид Бурлюк, Велемир Хлебников, Владимир Маяковский и примкнувшие к ним образовали футуристическую группу «Гилея». Подолгу гостили в этих местах Ларионов, Гончарова, Ремизов, Татлин, Крученых, Лифшиц. А «полутораглазый стрелец» (результат детской травмы), предводитель когорты глашатаев новой эстетики Давид Бурлюк и компания обдумывали манифест «Пощечина общественному вкусу». Как-то Давид Давидович подсчитал свои затраты на футуризм и сказал: «Весь российский футуризм стоит всего только триста рублей!». Между прочим, он первый понял, что «промоушен» в искусстве — далеко не последнее дело. Он катался по России с дичайшими концертами, билеты на которые продавал ни много, ни мало по 10 рублей (стоимость свиньи), прогуливался по лужам главных улиц губернских и уездных городов в цилиндре, фрачной паре и с редиской вместо бутоньерки.
А «подхватила идею и потянула (да и до сих пор тянет)» проведение фестиваля директор ЦМИ «Тотем» Елена Афанасьева. Потом фестиваль стал называться 'Terra Futura", проводился уже не только в селе, но и в областном центре. 
"ДІДЦЕБАБА. Для не владеющих украинским языком: название фестиваля переводится «дед — это баба». Чтобы понять смысл этого утверждения, нужно знать, что слово «БАБА» — тюркского происхождения и буквально значит «отец; старший в семье; дед; родоначальник», а скифские бабы, этот символ Таврийских степей, на самом деле являются изображениями воинов-мужчин. Этот тендерный парадокс с тюркской окраской и породил название фестиваля. 
Не успел пройти первый фестиваль так сразу же произвёл фурор среди ценителей и знатоков авангардного искусства. О «ДІДЦЕБАБЕ» заговорили не только в Украине, но и за её пределами. Привлекало буквально все. Начиная от неординарного названия, связанного с достопримечательностью Таврийских степей — скифскими бабами. Ведь на самом деле они символизируют мужчин — половецких воинов. Кстати, слова «баба» с ударением на последний слог в переводе с тюркского означает «старейшина», «главный в роду». Место проведения фестиваля тоже выбрано не случайно. В селе Чернянка Каховского района около ста лет назад находилась центральная экономия имения графа Мордвинова под названием «Черная долина». Должность управляющего в ней занимал Давид Бурлюк — известный художник-футурист. Именно сюда в начале прошлого века приезжали отдыхать, а за одно и работать, дискутировать, дурачиться, творить «искусство будущего» сыновья Давида Бурлюка — Владимир, Николай и Давид, а также поэты Велимир Хлебников, Владимир Маяковский — создатели и участники футуристической группы «Гилея». Из семейной творческой мастерской Чернянка превратилась в колыбель авангардного искусства.
В 2003 году концепцию фестиваля его организаторы назвали «Кара Дере. Поход на Восток». Они объясняют это, во-первых, возросшим интересом современных художников к культуре стран Ислама, а во-вторых, историческим прошлым самой Чернянки. Ведь именно здесь когда-то была остановка по дороге в Крым древних татар-кочевников.
Фестиваль встретил гостей восточной музыкой и угощениями в «ресторане» быстрого питания «Мак-Мухаммед», оборудованном под открытым небом. Двое глашатаев в восточных нарядах сразу повели гостей к дому Бурлюка. Здесь, на берегу озера, руководитель херсонской студии «Современное искусство» Леонид Смагин усадил за мольберты чернянских детишек и воспроизвел с ними урок рисования — какие в начале прошлого века проводил для сельских детей Владимир Маяковский.
Тяжело назвать гостей фестиваля зрителями. Ведь на работы можно было не только глазеть, но и трогать их, пробовать и испытывать. Да что там — трогать! Можно было даже самому поучаствовать в перфомансе. В представление «Легенда о джине» гостей увлекли его авторы — Юля Сотникова и Елена Белобра. Желающим они предлагали бить в бубен, в ответ на это «джин», сидевший в мешке, выдавал «земные блага» в пластиковых бутылках. В такой игровой форме художники предлагали зрителям поразмыслить над нашими потребительскими инстинктами.
Задуматься над извечными вопросами заставила работа под названием «Черная мечеть Чёрной долины» Сергея Дяченко. Замысловатая конструкция представляла собою синтез четырёх религий мира. Чтобы заглянуть вовнутрь конструкции, зрителям приходилось становиться на колени. — Этот опыт современного искусства чрезвычайно важен для молодых художников, дизайнеров, режиссёров, — рассказал арт-директор фестиваля Макс Афанасьев. — Только так они научатся чувствовать себя в контексте мировой культуры. Только так смогут преодолеть стандартное, стереотипное мышление, стать настоящими творцами.
На фоне атмосферы всеобщего погружения в авангард и осмысления сущности бытия особняком смотрелась местная власть в лице председателя Чернянского сельсовета Василия Козловского. Такое отстранение в прямом и переносном смысле породило трудности в проведении всех запланированных мероприятий. Так, для фестиваля специально были подготовлены фильм и выставка, которые должны были демонстрировать в старых подвалах графа Мордвинова. От председателя требовалось лишь открыть их. Но он уехал. Не выполнил Василий Козловский и ещё одно обещание — развесить на дверях магазина, клуба и школы объявления о мероприятии.
Тем не менее фестиваль удался. В живом «творческом котле» родилось много новых идей. И хотя концепцию следующего фестиваля организаторы пока держат в тайне, сомневаться в том, что он состоится, не приходится. И не важно, куда «отправится» «ДІДЦЕБАБА». Главное, что этот херсонский фестиваль становится одним из самых незаурядных и интересных событий Украины. 
КАРА-ДЕРЕ — это пра-пра-название Чернянки. Кара-Дере в переводе с татарского означает «Чёрная Долина». Населённый пункт Чёрная Долина существует с тех пор, как появилась торговая дорога из Европы в Крым, то есть очень давно. В Чёрной долине кочевники обязательно останавливались на ночлег — здесь был настоящий каравансарай. Судя по татарским картам, была в Чёрной долине и мечеть. Таким образом, «Поход на Восток» для Чернянки — это возвращение к древним истокам." [www.geocaching.su/?pn=101&cid=6928]
В 2006 году прошёл третий open-air фестиваль в Чернянке. А поскольку фестиваль проводился не только в этом селе, то по счёту это была пятая, юбилейная «Дідцебаба» Авторы создавали и выставляли свои работы прямо на берегу озера, на том самом месте, где стояла усадьба. принимавшая первых футуристов. Темой фестиваля в этом году были «ДИВНІ РЕЧІ» («Странные вещи»), которую каждый автор понимал и трактовал по-своему. Главное было удивить зрителя, вовлечь его в увлекательный перфоманс, сделать частью инсталляции, заставить хоть на минуту почувствовать себя сопричастным к искусству живому, динамичному и актуальному.  Но как ни удивительно, «пощёчиной общественному вкусу» — как когда-то манифест футуристов — и самым неординарным событием авангардного фестиваля оказалась… традиционная живопись. В 2006 году на фестиваль в село Чернянка Каховского района, которое в начале прошлого века превратилось в главный штаб русского авангарда, впервые приехали гости из Санкт-Петербурга. Четверо художников представляли «Общество любителей живописи и рисования», организованное два года назад. Многие его участники знакомы широкому зрителю по арт-группировке «Митьки». В течение шести дней гости открывали для себя уголки Херсона — рисовали с натуры. Картины, созданные за время «Херсонского пленэра» (от французского — живопись на открытом воздухе), оживили унылые каменные развалины бывшего имения графа Мордвинова в Чернянке.
Именно здесь сто лет назад спорили, составляли манифесты, писали, рисовали русские авангардисты. — На той же земле, где когда-то рисовали Давид Бурлюк и Михаил Ларионов, творишь с особым ощущением, — говорит основатель «Общества любителей живописи» Александр Флоренский. — Правда, в роли авангардистов теперь мы — ведь из современного искусства практически исчезли живопись и рисование с натуры. Может быть, мы выглядим несколько старомодно — даже на этом фестивале были только перформансы (театрализованные действа) и инсталляции (пространства, организованные по воле художника). Но мне кажется, иногда художник должен что-то рисовать (смеётся). В Херсоне нас поразил порт, небольшие кораблики, затоны… В Петербурге всё это есть, но как-то не попадается на глаза. В январе будущего года картины «херсонского цикла» будут представлены на итоговой выставке в городе на Неве.
Творения же современных херсонских авангардистов полностью соответствовали теме фестивале. На один день странные вещи заселили берег чернянского озера. Так, зрителей встречала группа «дутых менеджеров»: каждый, несмотря на галстук и кажущуюся солидность, на поверку оказывался лишь воздушными шариками, «зашнурованными» в рубашку и брюки. По мнению авторов инсталляции, такие вот безликие менеджеры сегодня встречаются на каждом шагу — даже обычные продавцы именуют себя менеджерами по работе с клиентами, забывая, что важно не то, как называется твоя должность, а то, не просиживаешь ли ты при этом зря штаны.
Художник Стас Волязловский и модельер Артём Васильев решили вернуть моду на «помаранчевое». Только носить предлагают уже не шапочки да шарфики — из атрибутов предвыборной агитации они создали целую коллекцию бикини, а также сумки и даже свадебное платье. По словам авторов, «перековать мечи на орала» их вдохновила история о советском парашютисте, который во время Великой Отечественной войны приземлился в Херсоне в районе Жилпосёлка. Рассказывают, что местные жительницы прятали его до прихода наших. Правда, белья из парашютного шёлка нашили сразу, потеряв всякую осторожность. Художники согласны, что война войной, а «мирные цели» куда важнее.
Попаданием «на все сто» в тематику фестиваля организаторы посчитали инсталляцию «Призрак диджеев 60-х». На советской радиоле середины прошлого века, которую в рабочем состоянии активисты «Тотема» притащили со свалки (странно, что люди выбрасывают такие замечательные вещи!), крутили… аудиоприложение к Большой советской медицинской энциклопедии. Изначально эти пластинки предназначались для студентов-медиков, но на фоне чернянского пейзажа воспринимались и людьми, далёкими от врачевания.
Странные вещи — это то, что вызывает удивление и восторг, а может, даже неприятие. Эта своеобразные игрушки для взрослых, — объясняет идейный вдохновитель фестиваля Елена Афанасьева. — Вообще, вокруг много странных вещей. У кого-то культурный шок вызовет эта радиола с пластинками. Но она не более странная, чем тот факт, что имение графа Мордвинова в Чернянке, управляющим в котором был отец Давида Бурлюка, и сам дом, в который приезжали Бурлюк, Владимир Маяковский, Велимир Хлебников, разрушили не войны и революции, а «перестроечные» 1980-е годы… Но есть и приятные странности.
Только теперь выяснилось, что херсонский художник Леонид Смагин, который принимал участие во всех наших фестивалях, в 1960-е годы жил в доме Бурлюков! Его отца пригласили в Чернянку после окончания бухгалтерских курсов, предоставили жильё. Семья Леонида жила в правом крыле дома, в левом располагалась бухгалтерия. Интересно, что адрес дома был такой: улица Дерибасовская, 1. Мы решили, что будет справедливо, если мы восстановим исторический дом — для начала хотя бы из фанеры. Свой домик мы «построили» на месте разрушенного строения… К сожалению, V фестиваль современного искусства, скорее всего, будет последним. Популярное мероприятие стали поддерживать городские власти — даже появилась отдельная строка в бюджете. Но организаторам фестиваля — как в своё время футуристам — хочется разрушить то, что стало принимать застывшую форму. Разрушить, чтобы на следующий год придумать что-нибудь новое. 

## Современность
В 2021 вошла в состав Таврийской городской общины.
В 2022 оккупировано ВС РФ.

## Сельский музей
О Чернянке знают далеко за пределами Херсонской области благодаря первым футуристам, которых собирала в 1910—1914 гг. знаменитая семья Бурлюков в имении графа Мордвинова. И ещё благодаря арт-фестивалю «ДІДЦЕБАБА», который пять лет подряд проводил в Чернянке херсонский Центр «Тотем».
Музей в Чернянке был основан 28 лет назад, точная дата открытия — 8 мая 1979 года. Хранителем музея был Данила Максимович Торос. Он переживал и времена расцвета музея, когда экспозиция располагалась в отдельном здании — в бывшем доме председателя села, а сам музей получил звание народного (было это в 1983 году); и перестройку, и полный развал колхоза (а вместе с ним и музея). Дожил Данила Максимович и до возрождения главной культурной ценности села и не просто дожил: два года он и чернянский художник Юрий Зотов восстанавливали разрушенное богатство. Правда, восстановить музей удалось только в одной комнате сельской школы. И хотя часть экспонатов во время насильственного переезда из старого здания в новое была украдена, музейная комната в школе в буквальном смысле забита до самого потолка стендами, семейными и колхозными реликвиями. Спросите — откуда? Очень просто: приносят люди, дарят, рассказывают детям и внукам, а те пишут в своих тетрадках историю своей семьи, своей улицы — всего того, их чего складывается та самая «малая родина».
Казалось бы, искушённого городского зрителя в сельском музее удивить нечем. Но походишь вдоль стен, всмотришься в лица, вчитаешься в простые слова почётных грамот и писем — и в какой-то момент начинаешь понимать, что именно вот в таком сжатом пространстве-времени лучше и чётче отпечатывается история. Вот в углу стоит солидный сундук, на нём -мудреный для современного человека арифмометр — пережившим эру калькуляторов уж точно «без пол-литры не понять». Рядом -печатная машинка, трогательная пудреница и видавший виды чайник, и всё это — личные вещи семьи Майер, американцев, которые переехали в СССР из США в 1924 году, чтобы стать членами коммуны «ЕХО» в селе Чернянка. Вот на фото молодые Георгий Майер и его жена Юлия, на дворе 1922 год, они фотографируются в Америке перед отъездом в прекрасную Страну Советов… Вместе с ними приехало ещё 40 человек, причём сначала они планировали поселиться в Снигирёвке, но коммуну им было разрешено основать в Чернянке. Сюда же приехала коммуна «Новый быт» из Сибири, и в слиянии с американцами и местными жителями родилась коммуна имени 3-го коммунистического интернационала — «Коминтерн». Кроме притока сибирской и американской крови, ощутило село и приток невиданной до тех пор техники — например, самоходного парового автомобиля «Рустон», адской машины, которую англичане прислали Врангелю, чтобы сподручней было сражаться с советской властью. Кстати, сфотографирована эта зверь-машина на фоне исторических стен — построек графа Мордвинова, которые и сегодня стоят на том же месте. Жаль, сам автомобиль не уцелел…
Но вернёмся к семье Майеров. Интересные были люди. Отец семьи Георгий Майер по национальности был немцем, родился в Венгрии, а жил в Америке. То есть прошлое у него было запутанное, было к чему придраться, что и сделала советская власть в 1937 году, успешно лишив семью отца. Но потомки Маейров и до сих пор живут в Чернянке, прославились благодаря дочери первых переселенцев, Софии, которая в замужестве поменяла американскую фамилия Майер на нашу Рябенко и стана кавалером ордена Трудового Красного Знамени. Сам орден, кстати, хранится в Херсонском краеведческом музее, а в музее Чернянки — портрет «кавалеристки» и её орденская книжка.
Ещё один сундук в музее, по легенде, вообще попал в эти места во времена наполеоновских войн. Поверить в это сложно, потому что изнутри сундук оклеен русскими газетами и польскими модными журналами начала ХХ-го века. Но самим жителям Чернянки очень хочется верить в большую, если не сказать, великую историю своего села. А почему бы и нет? И не надо ничего придумывать, потому что история и вправду интересная, но всё-таки благодаря не переселенцам (давним и не очень), а авангардному искусству — футуризму, связавшему Чернянку с именами Бурлюков, Маяковского, Крученых, Лившица и других безусловных звёзд мировой арт-сцены начала XX века.
Именно это авангардное прошлое и привлекает в Чернянку современных художников. Поэтому единственное, что показалось странным в музее Чернянки, — это отсутствие в нём работ художников-футуристов, посвященных селу, в котором жили Бурлюки. Картины эти, кстати, вполне понятны даже ребёнку — в основном в Чернянке художники писали романтичные пейзажи в разные времена. Правда, тут уже важны не сами картины, а, говоря современным языком, брэнд — имя автора. Если картину под названием «Дом в Чернянке» напишет современный автор, мы поскрипим, но сможем её купить, а если под ней стоит подпись, что автор — Давид или Владимир Бурлюк, то остаётся только улыбнуться и пересчитать нули в её цене…
Исправить такой досадный казус — отсутствие в музее главных экспонатов — перед Новым годом решил херсонский Центр молодёжный инициатив «Тотем». Школа и музей получат в подарок набор открыток для музея «Чорнянка у мистецьких творах», который гости музея смогут брать с собой в память об этом месте. Причём в набор вошли работы не только классиков авангарда, но и современных авторов — участников фестивалей «ДІДЦЕБАБА», посвятивших свои творения истории села и наследию футуризма. А репродукции тех картин футуристов, на которых изображена Чернянка и которые вошли в подарочный набор, «Тотем» для музея просто изготовит — чтобы были «на глазах». 
Спросите — нужно ли это детям? Представьте себе, что да! В редкой городской школе дети 10-11 лет знают, кто написал «Чёрный квадрат» и что это вообще такое. А вот в селе Чернянка — знают! И дети не только уже несколько лет подряд участвуют в выездных арт-фестивалях херсонцев, но и помогают хранителю музея по крупице собирать историю села, продолжая этот маленький подвиг — музей своего села. Напоследок ещё раз пройдём по музею и улыбнёмся старой фотографии детей, разъезжающих по Чернянке на верблюдах, которых в советское время привезли с востока вместе с семенами хлопка дружественные хлопководы.
Чернянка известна футуристами, которые в начале XX века работали в ней. Здесь жила семья художника-авангардиста Давида Бурлюка, который с приходом Советской власти эмигрировал в Америку. «Футуризм» Бурлюка в искусстве шёл в ногу с революционным движением, и сам Бурлюк приветствовал Октябрьскую революцию. Свою эмиграцию, смерти и аресты родных, он объяснял лишь нелепым стечением обстоятельств. И уже работая в Нью-Йорке, всячески продолжал пропагандировать молодое Советское государство. В 1929 году он писал:
Можно только представить себе пропагандистскую машину Советского Союза в Америке, и тогда станут понятными мотивы несчастных американцев, чистосердечно поверивших в социалистическое будущее планеты, и покинувших демократическую страну. Семья Майер из Филадельфии среди других 42 американцев переехала в Союз в 1923 и поселилась в Чернянке в 1924 году. Отец семейства Георг Майер был немцем, который родился в Венгрии, жил в Америке и переехал в Советский Союз. Такое путаное происхождение не уберегло его от обвинения в шпионаже и расстрела в 1937 году.
Его жене Джулии и 4 детям повезло больше, если можно так сказать. По крайней мере, они остались живы. Все американцы были членами коммуны «Эхо». Объединившись с двумя другими — Чернянской коммуной и коммуной «Новый быт», прибывшей из Сибири, была образована коммуна с объективным названием «Коммунистический интернационал». Одна из дочерей Майеров София даже заслужила впоследствии орден Трудового Красного знамени. Правда фамилия «под награду» у неё уже была по мужу — Рябенко. В школьном музее Чернянки можно увидеть фотографию семьи Майер перед отъездом из Америки. Трудно себе 
представить эти лица в херсонском селе. Впрочем, и наши сёла тогда выглядели совсем не так. В них возвышались ещё не разрушенные помещичьи экономии с устоявшимися правилами, с определённой культурой работы на земле, со всеми хозяйственными постройками. И потом, в Чернянке поселилось целых 25 американских семей. Чернянка, по крайней мере, в межвоенный период была солидным и вполне цивилизованным хозяйством, имея такую солидную дореволюционную базу, как имение графа Мордвинова.
Среди других вещей Майеров привлекают внимание печатная машинка «Olympia» и сундук, привезённые из Америки. Сундук прямо таки совсем «не наш». Вроде и форма привычная и размеры, но детали! — кожа, металлические бляхи-накладки, уголки, замок, в конце концов… Сохранился в Чернянке и дом, в котором жили Майеры до войны. Дом как дом, небольшой, неприметный. Но когда знаешь его историю, то и воспринимаешь его иначе. Да и Чернянка теперь стала для нас американским селом. Чернянец Давид Бурлюк умер в Нью-Йорке в 1967 году, американка София Майер прожила жизнь в Чернянке и умерла в1979. Что общего в этих кардинально разных судьбах! Связывает их даже не Чернянка. Бурлюк в предисловии к своему американскому сборнику стихов «Полвека» эту связь выразил так:
«21 июля 1931 года мне исполняется 50 лет. В течение 10 лет в Соединенных Штатах стоял на страже интересов Советского Союза, своим пером журналиста борясь за признание Страны рабочих и крестьян… На грани половины века я шлю свой привет родной семье советских писателей и художников, так как с первых дней Октября шел с ними в ногу, выступая против богачей за права бедноты… Некоторые люди не признаются и совершенно не оцениваются при жизни, я примирился с явлением этим, выпавшим, как видно, на мою долю. Сохраняю спокойствие. Теряю не я один».
Майеры сохраняли спокойствие, хотя, по большому счёту и не были признаны. Они беззаветно были верны идее. Они совершили идейный поступок. Они были романтиками XX века. 

## Уроженцы села

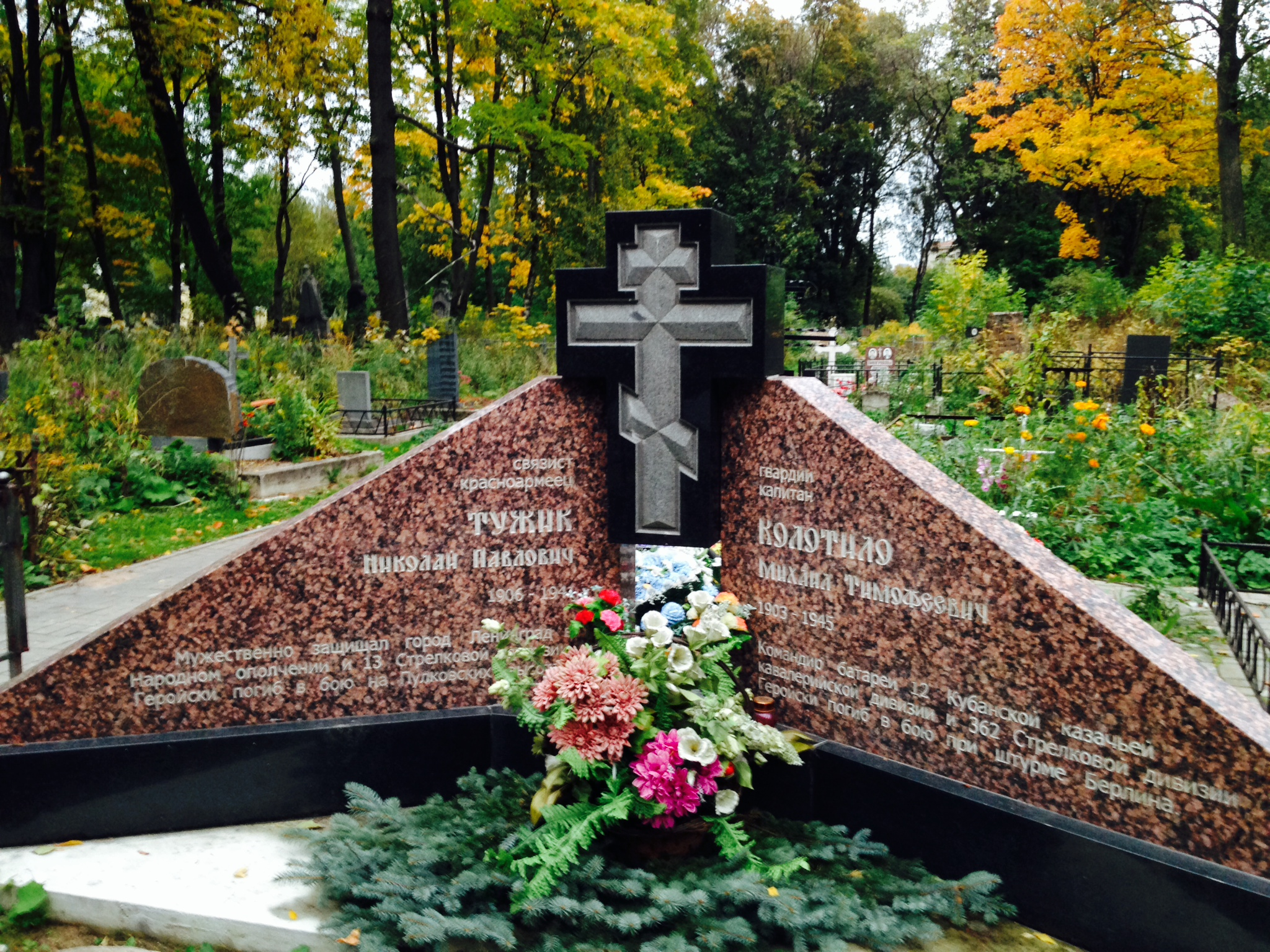
Крест-памятник (кенотаф) М. Т. Колотило и его свату Н. П. Тужику

- Гвардии капитан Михаил Тимофеевич Колотило (1903—1945), командир батареи, прошедший войну в 12-й Кубанской казачьей кавалерийской дивизии и 362-й стрелковой дивизии. Погиб при штурме Берлина, во время форсирования канала Одер-Шпрее 17 апреля 1945 года[2]. До Великой Отечественной войны трудился директором школы (а до этого учителем и завучем) в посёлке Голая Пристань. Его имя на обелиске возле речного вокзала Голой Пристани и на памятнике (кенотафе) в Санкт-Петербурге на Волковском православном кладбище.
- Военнослужащий Александр Александрович Гавриленко. Уроженец Винницкой области, Александр Александрович провёл юношеские годы в селе Чернянка (Каховский район), учился в школе, мечтая стать путешественником-географом. Вот только мечтам его помешала война. По сути, ещё мальчишкой пришлось идти защищать Родину. Служил командиром отделения конной полковой разведки 265-го гвардейского стрелкового полка 86-й дивизии, которая прошла славный боевой путь от Сталинграда до чехословацкого города Ческе- Будеёвице. Впрочем, от берегов Днепра и дальше на Запад — уже без сержанта Гавриленко.